# Хапнарфьордюр
Ха̀пнарфьо̀рдюр (на исландски: Hafnarfjörður, ['hapnarˌfjœrðʏr]), наричан също Хабнарфьордюр и Хафнарфьордур, е град в югозападна Исландия. Населението му е 29 971 души към 2020 г.

## География
Намира се в югозападна Исландия, на 15 km южно от столицата Рейкявик и на 10 km също южно от Коупавогюр. Той е 3-тият град по население в страната след Рейкявик и Коупавогюр с 28 200 жители (2016).

## История
Първите сведения за града датират от края на XIV век.

## Икономика
На около 2 километра в околностите на града има завод за топене на алуминий на канадската фирма „Аклан“.

## Инфраструктура
Има пристанище.

## Култура
В Хапнарфьордюр се провеждат 2 годишни фестивала. Фестивалът на слънчевите (светлите) дни е през май. Програмата му включва прожекции на късометражни филми и концерти, като приключва с т.нар. паметен ден, посветен на исландските моряци. Викингският фестивал се провежда по време на лятното слънцестоене. Началото му винаги започва точно в този ден от местния ресторант „Фьорукрауин“.
Представителният футболен отбор на град се казва „Фимлейкафелаг Хапнарфьордар“, наричан за кратко ФХ. В началото на 21 век отборът е сред най-силните в страната. Шампион е на Исландия за 2004, 2005, 2006 г.

## Известни личности
Родени в Хапнарфьордюр
- Бергтоура Арадоухтир (р.1986), киноактриса
- Тоурхатлюр Сиюрдсон (р.1947), киноартист, кинорежисьор и писател
- Бьоргвин Хатълдоуршон (р.1951), поппевец
- Стефаун Карл Стефансон (р.1975), киноартист